# 阿尔福斯德金塔纳杜埃尼亚斯
阿尔福斯德金塔纳杜埃尼亚斯，是西班牙卡斯蒂利亚-莱昂布尔戈斯省的一个市镇。总面积43平方公里，总人口1044人（2001年），人口密度24人/平方公里。